# Ольта Бока
Ольта Бока (алб. Olta Boka, нар.. 13 вересня 1991, Тирана, Албанія) — албанська співачка, яка представляла свою країну на конкурсі пісні Євробачення в 2008 році з піснею «Zemrën E Lamë Peng» («Ми поставили на кон наші серця»).

## Музична кар'єра
Олта Бока народилася в столиці Албанії Тирані. Співати вона почала досить рано — в дитинстві. Вона брала участь у шоу талантів: «Gjeniu i vogël», де вона виграла нагороду «Найкращий виконавець», а також у «Ethet e së premtes mbrëma» (албанська версія Idols).
Співачка перемогла на місцевому відбірковому турі «Festivali i Këngës» у 2007 році, що дало їй право представляти Албанію на пісенному конкурсі Євробачення наступного року. Вона змагалася у другому півфіналі 22 травня, набравши 67 балів і опинилася на 9-й позиції з 19. У фіналі 24 травня її пісня отримала лише 55 балів, і Олта розташувалася на 17-й позиції (з 25 фіналістів). Вона є наймолодшою співачкою, яка представляє країну на Євробаченні з 2004 року, з представником Кіпру, якому було 16 років.
Після Євробачення Ольта Бока брала участь в албанському конкурсі «Ethet e së Premtes Mbrëma» (також «Friday Night Fever»).
У 2009 році вона (в дуеті з Мар'єттою Било) знову проходила відбір на Євробачення з піснею «Era e tokës» («Запахи землі»), але посіла лише п'яте місце із двадцяти.
Вона здобула кілька нагород у великій музичній події Kënga Magjike. Вона також виграла «Top Albania Radio Award» на Top Fest 11. У 2013 році Бока зіграла роль Есмеральди в албанському варіанті мюзиклу Нотр-Дам де Париж. Через рік вона брала участь у танцювальному конкурсі на телеканалі Клана «Танцюй зі мною» і перемогла у чотирьох номінаціях разом із актором Девісом Мукою.
У 2017 році була членом албанського журі на пісенному конкурсі Євробачення.

## Премії
Festivali i Këngës
| Рік  | Номіновано           | Нагорода    | Результат |
| ---- | -------------------- | ----------- | --------- |
| 2007 | «Zemrën e lamë peng» | First Prize | Перемога  |

Gjeniu i Vogel
| Рік  | Номіновано | Нагорода       | Результат |
| ---- | ---------- | -------------- | --------- |
| 2004 | «Herself»  | Best Performer | Перемога  |

Kënga Magjike
| Рік  | Номіновано         | Нагорода         | Результат |
| ---- | ------------------ | ---------------- | --------- |
| 2009 | «Jepe me zemer»    | AMC Prize        | Перемога  |
| 2010 | «Mbete një Brengë» | Best Ballade     | Перемога  |
| 2011 | «Anna»             | AMC Prize        | Перемога  |
| 2013 | «E fundit tango»   | Best Performance | Перемога  |

Dance With Me 1
| Рік  | Номіновано     | Нагорода                         | Результат |
| ---- | -------------- | -------------------------------- | --------- |
| 2014 | «Olta & Devis» | Winner of the Week 2             | Перемога  |
| 2014 | «Olta & Devis» | Winner of the Week 4             | Перемога  |
| 2014 | «Olta & Devis» | First Prize/Winner of Competiton | Перемога  |

Top Fest
| Рік  | Номіновано                      | Нагорода                | Результат |
| ---- | ------------------------------- | ----------------------- | --------- |
| 2014 | «Ti me ke mua (ft.Erik Lloshi)» | Top Albania Radio Award | Перемога  |